# Jacopo della Lana
Jacopo della Lana detto "il Laneo" (Bologna, dopo il 1278 – Bologna, dopo il 1358) è stato un letterato italiano, noto come primo chiosatore dell'intera Divina Commedia di Dante Alighieri.

## Biografia
Non si conosce l'anno di nascita di Jacopo Della Lana, ma è collocabile certamente dopo il 1278, perché egli non compare in un censimento del 1296, che riguardava i cittadini abili alle armi maggiori di diciotto anni. La sua famiglia era originaria di Firenze: infatti il padre Uguccione risulta iscritto dal 1293 alla Società dei Toschi ― che raggruppava in Bologna gli abitanti provenienti da Firenze ― e, sin dal 1263, lo era anche il nonno Filippo. Nell'agosto 1308 il padre e gli zii Oliviero e Bartolomeo vendettero casa e lasciarono Bologna; nel 1323 ricompaiono a Venezia, ma non sembra che Jacopo li abbia seguiti.
Le poche altre notizie che abbiamo sul Della Lana si ricavano dai codici del commento che lo ha reso famoso. Particolarmente preziosa è quella fornita dal giureconsulto bergamasco Alberico da Rosciate, che così conclude il suo latinizzamento: «Hunc comentum tocius huius comedie composuit quidam dominus Iacobus de lalanna Bononiensis licentiatus in artibus et teologia, qui fuit filius fratris Filipi de lalana ordinis Gaudentium; et fecit in sermone vulgari tusco». Nonostante il Rosciate confonda il padre Uguccione col nonno Filippo e lo definisca erroneamente Frate Gaudente, appare difficilmente confutabile la qualifica di «licentiatus in artibus et teologia» che egli assegna all'autore del commento, «Iacobus de lalanna Bononiensis».
Terzo in ordine di tempo tra i grandi commentatori della Divina Commedia dopo Jacopo Alighieri e Graziolo Bambaglioli,  di cui si avvalse, il Della Lana fu il primo a chiosare tutto il poema, non limitandosi all'interpretazione letterale, ma dandone una lettura in chiave filosofico-teologica, nella quale egli rivela la propria figura di "teologo licenziato". Secondo il Casnati, «solo collocando il Della Lana sullo sfondo dello Studio bolognese possiamo bene intendere ed apprezzare lo spirito della sua opera di esegesi, che proprio sulla coeva cultura scolastica si fonda e, ciò che più conta, trae forma».
Luciano Scarabelli aveva già notato che il Della Lana, citando Tommaso d'Aquino, lo indica spesso con l'appellativo di frate anziché con quello di santo, quindi Luigi Rocca rilevò un passo in coda al commento dell'Inferno, in cui il Della Lana chiama Tommaso "quel benedetto santo": ciò porta a datare la stesura del commento laneo della prima cantica dopo la canonizzazione di San Tommaso, avvenuta il 18 luglio 1323, e negli anni seguenti la stesura dell'intero commento.
Non si conosce neanche l'anno della sua morte; si sa solo che era ancora vivo nel 1358.

## Edizioni delCommento
- Dante Allighieri, Incomincia la Commedia, Venezia, Vendelin de Spiera stampatore, 1477.

L'incunabolo vindeliniano contiene la Commedia con il commento integrale di Jacopo della Lana. Ma presenta un particolare curioso e strano, che ha impegnato gli studiosi, senza risultato: nel colophon Vindelino dichiara di pubblicare il commento (volgarizzato) di Benvenuto da Imola.  La questione è suggestiva e rimane aperta: potrebbe essersi trattato d'un equivoco, oppure di un'astuzia editoriale, considerando che all'epoca il commento di Benvenuto era più ricercato. Ma sono solo ipotesi.
- Dante degli Allagherii, Comedia col commento di Jacopo di Giovanni dalla Lana bolognese, a cura di Luciano Scarabelli, Milano, dall'arte di Giuseppe Civelli cavaliere, nella cura di Carlo Moretti, 1865.
- Dante degli Allagherii, Comedia col commento di Jacopo della Lana bolognese, a cura di Luciano Scarabelli, 3 voll. (Inferno; Purgatorio; Paradiso), Nuovissima edizione sopra iterati studii, Bologna, Tipografia Regia, 1866.
- Iacomo della Lana, Commento alla Commedia, a cura di Mirko Volpi e Arianna Terzi, 4 voll., Trascrizione dei manoscritti 1005 della Biblioteca Riccardiana di Firenze e AG XII 2 della Biblioteca nazionale Braidense di Milano, Roma, Salerno editrice, 2009, ISBN 978-88-8402-674-3.
- Jacopo della Lana, Il commento al Purgatorio, a cura di Valentina Petaros Jeromela, Trascrizione del codice Vaticano Ottoboniano 2358, Ariccia, Aracne, 2016, ISBN 978-88-548-7943-0.